# NS 7850
De serie NS 7850 bestond uit twee tenderlocomotieven van de Nederlandse Spoorwegen (NS), die na de Tweede Wereldoorlog tweedehands waren overgenomen van de Zwitserse federale spoorwegen (SBB).

## Geschiedenis bij NS
Na de bevrijding had de NS dringend behoefte aan materieel, daar er door de oorlogsomstandigheden veel vernield of weggevoerd was. Van de Zwitserse SBB werd onder meer een tweetal driegekoppelde tenderlocomotieven (asindeling C) overgenomen. Met een trekkracht van 5208 tegenover 4705 kg waren zij een wat krachtiger versie van de ook uit Zwitserland afkomstige locomotiefserie NS 7801-7805. Net als die werden zij vanaf 1945/1946 vanuit het depot Feijenoord ingezet voor rangeerwerk in het havengebied van Rotterdam. Zij droegen bij de NS de nummers 7851 en 7852. Na enkele jaren dienst werden de locomotieven in 1948 afgevoerd.

## Herkomst
In 1901 bouwde de Schweizerische Lokomotiv- und Maschinenfabrik (SLM) voor de Jura-Simplon-Bahn (JS) een serie van tien drieassige stoomlocomotieven voor lokaaltreinen, die werden aangeduid als type E 3/3 met de nummers 857-866. Nadat de JS in 1902 door de SBB werd ingelijfd kregen ze bij de SBB de nummers 8431-8440. De SBB gebruikte de locomotieven, die de bijnaam Tigerli (tijgertje) kregen, voor zowel lokaaltreinen als rangeerwerk en stelde ze tussen 1941 en 1947 buiten dienst.

## MBS-museumloc 7853

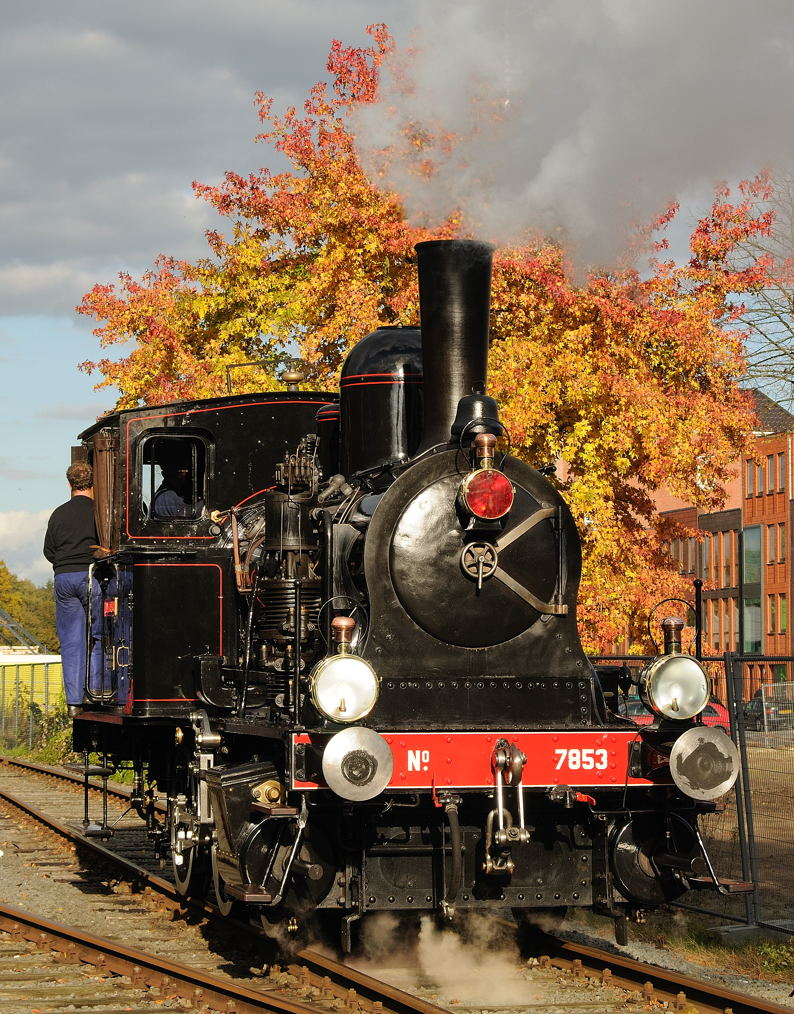
MBS 7853 te Boekelo.

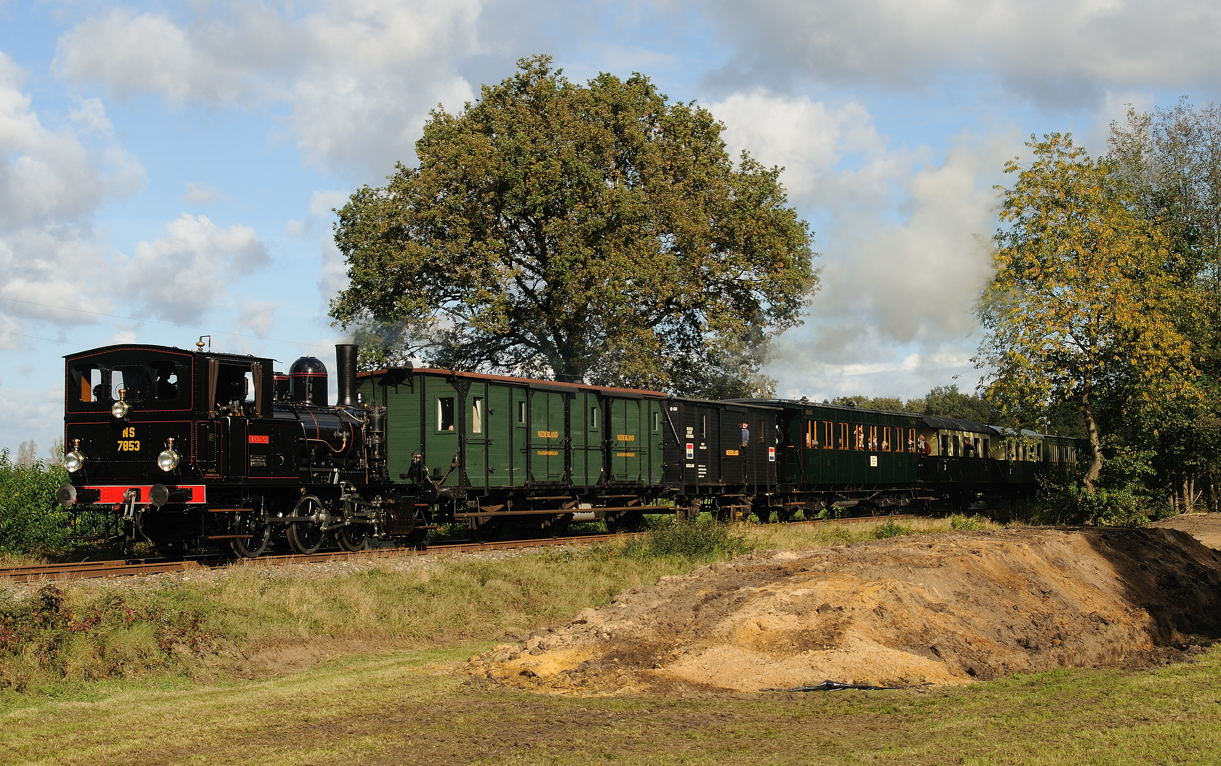
MBS 7853 met reizigerstrein tussen Boekelo en Haaksbergen.

In 1996 wist de Museum Buurtspoorweg (MBS) te Haaksbergen een soortgelijke tenderlocomotief te verwerven. Deze locomotief was in 1910 door SLM gebouwd (fabrieksnummer: 2079) en in 1911 geleverd aan de aluminiumfabriek van Alusuisse in Chippis in Zwitserland. Zij werd daar tot 1982 als loc 4 met de naam Navizence gebruikt voor het rangeerwerk.
In 1985 werd de locomotief ingebracht in het Landesmuseum für Technik und Arbeit in Mannheim en geconserveerd opgeborgen. Door een tip kwam de MBS de loc op het spoor.
Na een bezoek aan het Landesmuseum in Mannheim werd vastgesteld dat het om een zusterloc ging van de NS 7851 en NS 7852. Na enkele jaren onderhandelen werd de loc in 1996 met hulp van een sponsor naar Nederland gehaald. In 2003 werd begonnen met de omvangrijke restauratie, die in oktober 2005 werd afgesloten.
De loc kreeg de zwarte SSB-kleur waarin de NS 7851 en 7852 in het Rotterdamse havengebied gereden hebben en werd met het fictieve NS-nummer 7853 door de MBS feestelijk in dienst gesteld op 15 oktober 2005.

## Overzicht
| Fabrieksnummer | Bouwjaar | JS nummer         | SBB nummer        | NS nummer    | Afvoer | Opmerkingen |
| -------------- | -------- | ----------------- | ----------------- | ------------ | ------ | ----------- |
| 1403           | 1901     | 864               | 8438              | 7851         | 1948   |             |
| 1404           | 1901     | 865               | 8439              | 7852         | 1948   |             |
| Fabrieksnummer | Bouwjaar | Aluisuisse nummer | Aluisuisse nummer | MBS nummer   | Afvoer | Opmerkingen |
| 2079           | 1911     | 4 Navizence       | 4 Navizence       | 7853 (loc 8) |        | Rijvaardig  |